# George Home (1er comte de Dunbar)
George Home (vers 1556 - 20 janvier 1611) est, au cours de la dernière décennie de sa vie, l'Écossais le plus éminent et le plus influent d'Angleterre et est le principal conseiller écossais du roi. Avec le plein soutien et la confiance du roi Jacques il voyage régulièrement de Londres à Édimbourg via Berwick-upon-Tweed.

## En Ecosse
Home est le troisième fils de Sir Alexander Home of Manderston, Berwickshire, et de son épouse Janet, fille de George Home de Spott. Il est présenté, à l'âge de 26 ans, à la Cour de Jacques VI alors âgé de seize ans, par un parent, Alexander Home, 6e Lord Home. Devenu un favori, il fait partie de la suite qui accompagne le roi Jacques VI en Norvège et au Danemark pour aller chercher sa future reine. James Melville de Halhill mentionne que Home n'a pas navigué avec le roi, mais dans l'un des trois autres navires, avec Lewis Bellenden, John Carmichael, le prévôt de Lincluden, William Keith de Delny, James Sandilands et Peter Young .
Pendant le voyage, Jacques VI le nomme gardien de la garde-robe royale et renvoie William Keith de Delny, qui est apparu dans des vêtements plus riches que lui . En 1606, lorsqu'il le fait comte de Dunbar, Jacques VI le loue pour son tact et sa diplomatie au Danemark à cette époque, sa « grande prudence et sa rare discrétion » .
Il est fait chevalier le 4 novembre 1590, quand Alexander Lindsay est nommé Lord Spynie  et connu sous le nom de « Sir George Home de Primrose Knowe », et après 1593, sous le nom de « Sir George Home de Spot ». Spott est un village de l'East Lothian. Home a une querelle avec l'ancien propriétaire James Douglas, qui est entraîné dans les complots du comte de Bothwell et déclaré rebelle et traître. Jacques VI donne à Home le reste des terres de Spott et en fait la baronnie de Sir George Hume le 10 juin 1592, demandant que le château de Spott soit la résidence principale du baron.
Dans les années 1590, Home préside à un arrangement selon lequel les vêtements et les textiles des ménages royaux sont fournis par l'orfèvre Thomas Foulis et le marchand Robert Jousie, en partie financés par l'argent envoyé en cadeau ou en subvention à Jacques VI par la reine Elizabeth . Home joue un rôle dans le financement de la maison d'Anne de Danemark en lui donnant 3833 £ écossais en 1591, et en 1592 un dividende de 4000 £ de sa dot qui a été investie dans diverses villes écossaises. Il est chargé de payer ses serviteurs danois à qui l'échiquier écossais doit des honoraires, pour un total de 1 200 £ en 1592 .
En novembre 1592, Home est identifié avec des amis du duc de Lennox, le colonel William Stewart, le laird de Dunipace, Thomas Erskine et James Sandilands, en tant que partisan de l'ancien favori du roi James Stewart, comte d'Arran, travaillant pour sa réhabilitation à au désavantage du chancelier, de John Maitland et de la famille Hamilton. Le diplomate anglais Robert Bowes appelle ce groupe les « quatre jeunes courtisans conseillers » .
En décembre 1592, il chevauche avec Sir John Carmichael avec des nouvelles de la crise causée par la découverte des blancs espagnols jusqu'à la tour Alloa, où Jacques VI et Anne de Danemark célèbrent le mariage du comte de Mar et de Marie Stewart .
Home est actif dans les campagnes contre Francis Stewart (5e comte de Bothwell) (en). En février 1595, son frère William Home est en armes contre les partisans de Bothwell, tuant John Noutt à Dunfermline et capturant des hommes à Kelso .
Avec le roi, au palais de Linlithgow, il interroge une femme de Nokwalter à Perth, Christian Stewart, accusée d'avoir causé la mort de Patrick Ruthven par sorcellerie. Elle avoue avoir obtenu un tissu d'Isobel Stewart pour ensorceler Patrick Ruthven. Elle est reconnue coupable de sorcellerie et brûlée sur Castlehill à Édimbourg en novembre 1596 . En 1598, il est nommé conseiller privé, et l'année suivante apparaît comme shérif de Berwick-upon-Tweed (d'ici là en Angleterre).
En octobre 1600, Jacques VI visite sa maison de Spott et y participe à un banquet. Le groupe « joyeux » comprend Sir Robert Ker, le duc de Lennox, Sir Thomas Erskine et Sir David Murray. Le courtisan anglais Roger Aston note que tous les gentilshommes de la chambre y sont « intimes » les uns avec les autres et avec Home, qui est le plus « intime » avec le roi. Aston en profite pour se rendre à Berwick-upon-Tweed pour voir ses amis .
En 1601, il est nommé maître de la garde-robe du roi et, le 31 juillet de la même année, il est nommé l'un des Componitors du Lord High Treasurer et accède à ce poste en septembre. En 1601, il est également nommé prévôt de Dunbar.

## En Angleterre
Lors de l'accession au trône de Jacques Ier d'Angleterre en 1603, Home accompagne son souverain à Westminster, où il devient chancelier de l'Échiquier (et ex officio le deuxième lord du Trésor) de 1603 à 1606.
En 1603, il est également nommé au Conseil privé d'Angleterre et, le 1er juin de la même année, reçoit à vie une bourse de gardien de la grande garde-robe. En juillet, le roi demande au chancelier John Fortescue de quitter sa maison pour que Home puisse y vivre .
Le 7 juillet 1604, il est créé baron Hume de Berwick dans la pairie d'Angleterre. En 1605, il est nommé chevalier de la Jarretière et, le 3 juillet, est créé comte de Dunbar dans la pairie d'Écosse.
L'ambassadeur vénitien Nicolò Molin décrit Dunbar en termes peu flatteurs en 1607. Il écrit que Dunbar est un personnage faible et ingrat qui se fait peu d'amis, et personne ne peut comprendre pourquoi il reçoit la faveur du roi. Il pense que Dunbar contribue au pouvoir détenu par le comte de Salisbury .
En juin 1608, Dunbar et le comte de Montgomery se rendent en procession de Londres au château de Windsor pour leur investiture. La famille royale regarde la procession depuis Cecil House sur le Strand. L'ambassadeur vénitien Zorzi Giustinian note que les courtisans anglais sont jaloux des honneurs décernés aux Écossais .

### Bijoux et vêtements de la reine Elizabeth
Home est nommé gardien de la grande garde-robe royale le 1er juin 1603  et il est particulièrement associé à la dispersion des costumes et des bijoux de la reine Elizabeth. John Chamberlain écrit qu'Elizabeth est partie, « une maison de bijoux bien stockée et une riche garde-robe de plus de 2000 robes avec tout le reste responsable » .
Le roi Jacques s'est séparé d'une grande partie des bijoux de la reine Elizabeth, soit en les vendant, en les faisant refaire ou en les échangeant contre de nouvelles pièces. Plusieurs bijoux sont démantelés pour fournir des pierres précieuses pour le diadème utilisé lors du couronnement anglais d'Anne de Danemark . George Home participe à l'examen des bijoux de la vieille reine qui sont apportés à Hampton Court à Noël 1603 par Sir Thomas Knyvett. Le roi, la maison, Roger Aston et le comte de Nottingham sélectionnent des pièces à éliminer et les envoient aux orfèvres John Spilman et William Herrick, dont une remarquable horloge en forme de femme en verre constellée de rubis, d'émeraudes et de perles. D'autres pièces sont envoyées à Peter Vanlore en échange d'un nouveau bijou comprenant un gros rubis rectangulaire et deux diamants losanges . Spilman et Herrick apprécient également les bijoux qui ont été conservés par Mary Radcliffe pour l'usage immédiat de la reine .
Des notes marginales ajoutées à un ancien inventaire des vêtements et des bijoux d'Elizabeth indiquent des articles que Sir George Home a livrés à l'usage du roi, notamment un pélican parsemé de diamants et un bijou comme une monture avec six rangées de diamants .
En juillet 1606, la charge comtale de garde-robe en Écosse est confiée à Sir James Hay, alors gentilhomme de la chambre du roi. 
Sir Charles Stanhope rapporte une anecdote selon laquelle Dunbar a gagné 60 000 £ grâce à la vente de vêtements de la garde-robe de la reine Elizabeth d'Angleterre et dépensé 20 000 £ pour la maison qu'il a construite sur le site du Château de Berwick . Une histoire similaire est enregistrée par Symonds D'Ewes le 21 janvier 1620, selon laquelle le roi Jacques a donné la garde-robe de la défunte reine au comte de Dunbar, qui l'a exportée vers les Pays-Bas et l'a vendue 100 000 £ .

## Intérêts fonciers
Le 27 septembre 1603, Home reçoit le manoir et le Château de Norham, avec ses droits de pêche sur la rivière Tweed. Le 12 décembre, une charte royale lui confie la garde et la capitainerie du château de St Andrews. En juillet 1605, il a une confirmation de toutes les terres qui lui ont été précédemment accordées, incorporées et combinées en un comté libre, une seigneurie du Parlement et une baronnie de Dunbar.
Sa maison à Berwick n'a jamais été terminée, mais la rumeur dit qu'elle était magnifique. George Chaworth écrit au comte de Shrewsbury en 1607 au sujet des divers rapports sur sa taille, sa hauteur, ses vues et ses bonnes proportions et que sa longue galerie ferait ressembler le manoir de Worksop à un grenier ou à un grenier. Worksop a été construit par le père de Shrewsbury .
Selon William Brereton, qui visite Berwick en 1633, les travaux de construction se sont terminés à la mort du comte en 1612. Une "plate-forme" majestueuse est commencée et une longue galerie avec une grande cheminée (5 mètres de long) a un toit plat pour voir le paysage .

## Affaires religieuses
En juillet 1605, quelque dix-neuf ministres se réunissent à Aberdeen au mépris de l'interdiction du roi de tenir la réunion de l'Assemblée générale. Six d'entre eux sont par la suite emprisonnés au château de Blackness près de Linlithgow, et là, le 10 janvier 1606, le comte de Dunbar vient de Londres pour assister à leur procès et siéger en qualité d'assesseur. Tout est fait pour obtenir un verdict du roi contre les six ministres et il est dit qu'il "a emporté beaucoup d'argent avec lui pour acheter un verdict". En outre, le comte lui-même sélectionne les 15 jurés, dont cinq sont des Home, ses parents. Mais même alors, le jury n'a pas pu être d'accord. Finalement, c'est un verdict majoritaire de neuf contre six en faveur du verdict de culpabilité. Indépendamment des irrégularités, le verdict est maintenu et établit la loi selon laquelle c'est une haute trahison pour tout ministre de l'Église établie de contester l'autorité du roi et du Conseil privé en matière religieuse.
En 1608, Home se rend en Écosse avec George Abbot pour organiser la promotion de l'Église épiscopale et rechercher une sorte d'union entre l'Église d'Angleterre et l'Église d'Écosse. Le roi Jacques est satisfait des premiers résultats, bien que l'union espérée n'ait jamais eu lieu et que le fossé entre le roi et l'Assemblée générale de l'Église d'Écosse se soit élargi.

## Mariage et famille
En 1590, il épouse Elizabeth Gordon, fille d'Alexander Gordon de Gight  et d'Agnes Beaton, une fille du cardinal David Beaton, Archevêque de St Andrews, et de Marion Ogilvy.
Ils ont :
- Anne Home (d. 1621), qui épouse Sir James Home de Whitrig (d. entre 1614-1620) en 1602[28]. Leur fils devient James Home, 3e comte de Home.
- Elizabeth Home (d. 1633), selon un mémoire de la jeunesse de la princesse Elizabeth, la fille du roi Jacques et d'Anne de Danemark, elle est l'une de ses compagnes à l'abbaye de Coombe à partir de 1604 [29]. Elle épouse Theophilus Howard (2e comte de Suffolk) en 1612 [30]
- Un fils décédé en 1604 [31]

## Décès
Le comte de Dunbar meurt à Whitehall, Londres, en 1611, sans descendance masculine, après quoi le comté et la baronnie tombent en suspension.
Son corps est embaumé, mais son service funèbre n'a lieu à Westminster qu'en avril, après quoi son corps est placé dans un cercueil de plomb et envoyé en Écosse où il est enterré sous le sol de l'église paroissiale de Dunbar, à mi-chemin entre les fonts baptismaux et le chaire. Un magnifique monument, qu'on dit plus beau que n'importe quel autre de l'Abbaye de Westminster, est érigé en son honneur, ce qui est encore le trait distinctif de l'intérieur de cette église.
Sa fille, Elizabeth, comtesse de Suffolk, écrit au roi Charles en 1627 plaidant pour la position de son mari, après leur emprisonnement dans la Tour de Londres, mentionnant le long service judiciaire de son père.